# Fiódorovski (Krasnodar)
Fiódorovski (del ruso: Федоровский) es un jútor del raión de Novokubansk en el krai de Krasnodar de Rusia. Está situado en las llanuras de la orilla izquierda del río Kubán, 6 km al oeste de Novokubansk y 155 km al este de Krasnodar. Tenía 458 habitantes en 2010.
Pertenece al municipio Verjnekubánskoye.

## Transporte
Por la localidad pasa la carretera federal M29 Cáucaso.